# Trevaia Williams-Davis
Trevaia Williams-Davis (ur. 7 września 1968) – amerykańska lekkoatletka, specjalizująca się w biegach sprinterskich i płotkarskich. 

## Sukcesy sportowe
- dwukrotna brązowa medalistka mistrzostw Stanów Zjednoczonych w biegu na 400 metrów – 1994, 1995

| Rok  | Miasto        | Zawody                    | Konkurencja        | Wynik         |
| ---- | ------------- | ------------------------- | ------------------ | ------------- |
| 1993 | Toronto       | Halowe mistrzostwa świata | sztafeta 4 x 400 m | srebrny medal |
| 1993 | Buffalo       | Uniwersjada               | bieg na 400 m ppł  | brązowy medal |
| 1995 | Mar del Plata | Igrzyska panamerykańskie  | sztafeta 4 x 400 m | srebrny medal |

## Rekordy życiowe
| konkurencja                     | na stadionie               | w hali                   |
| ------------------------------- | -------------------------- | ------------------------ |
| bieg na 200 metrów              | 24,03 – Tempe, 25.03.2000  |                          |
| bieg na 400 metrów              | 52,47 – Nassau, 15.07.1996 | 52,34 – Reno, 29.01.1994 |
| bieg na 400 metrów przez płotki | 54,78 – Tucson, 09.05.1998 |                          |